# Palazzo Fioravanti

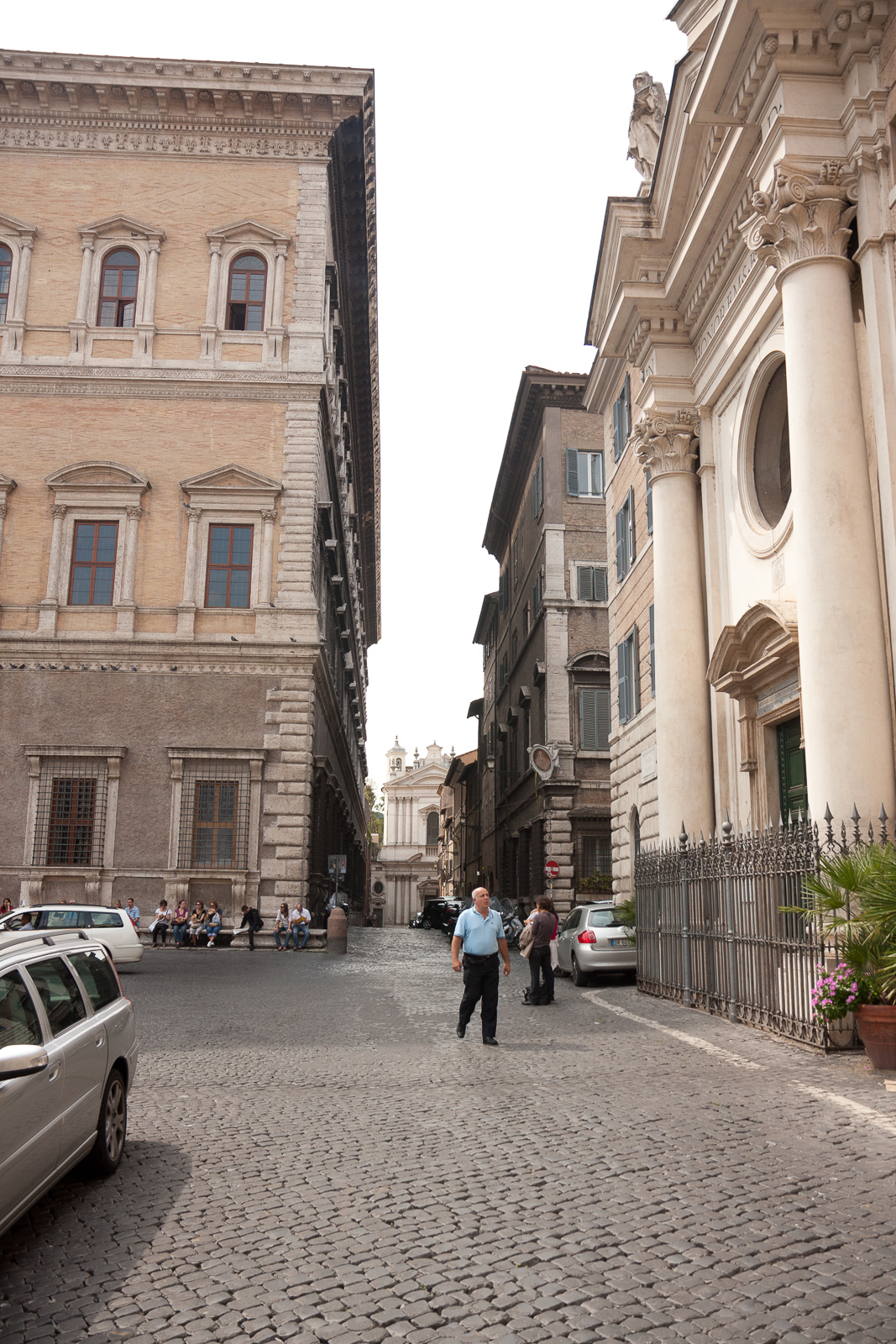
Vista da Piazza Farnese na direção da Via dei Fernese. O Palazzo Fioravanti é o que está no fundo à direita, com a imagem da Madona na esquina. O grande palácio à esquerda é o Palazzo Farnese e a igreja à direita é Santa Brigida.

Palazzo Massa Fioravanti, conhecido apenas como Palazzo Fioravanti, é um palácio maneirista localizado na esquina da Via di Monserrato com a Via dei Farnesi, no rione Regola de Roma, bem perto da Piazza Farnese.

## História

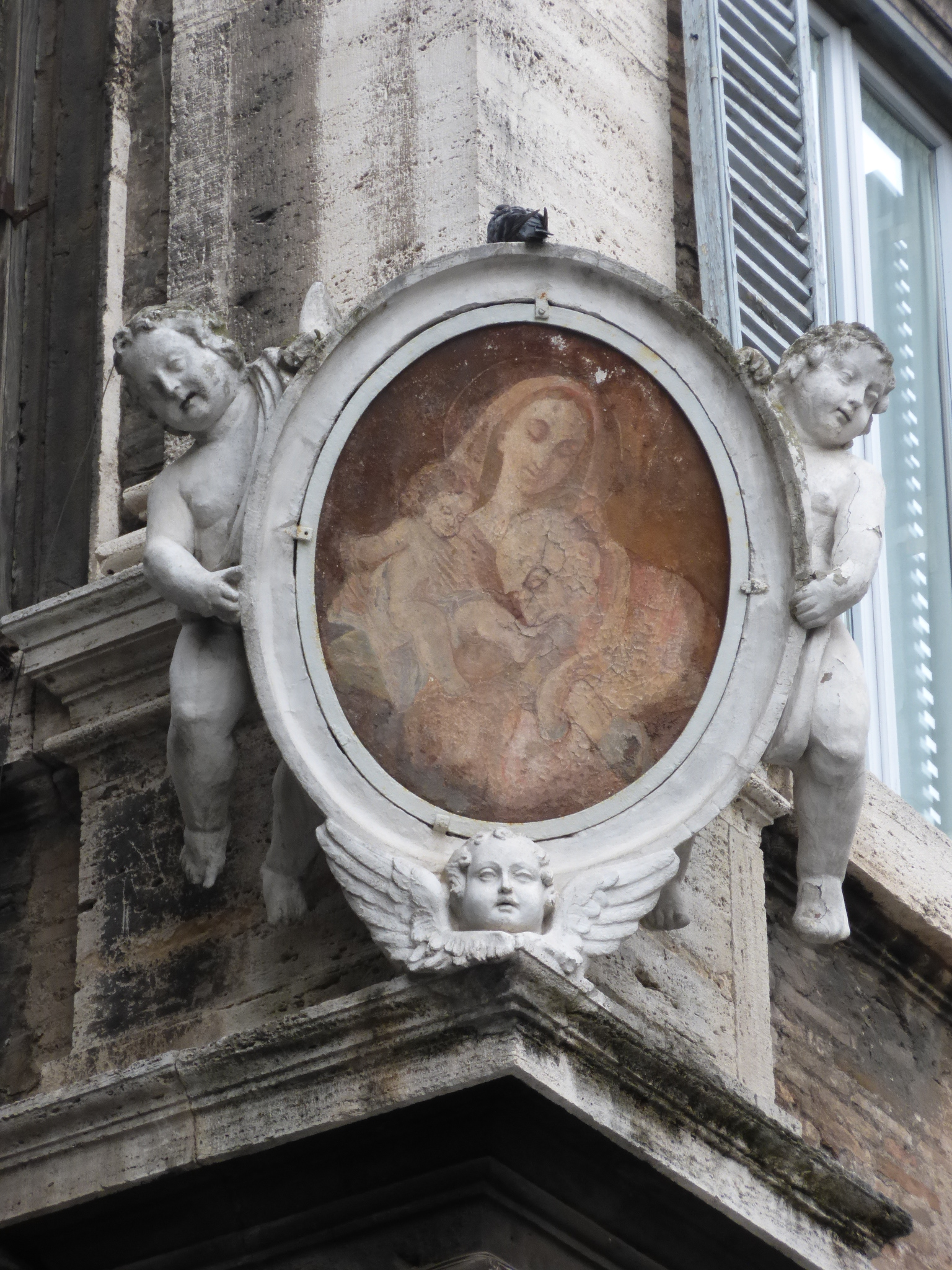
Imagem da "Madona e São Filipe Néri".

Este palácio foi construído no século XVI (1582) para o conde Antonio Massa di Gallese, um notável jurista que recebeu um título da nobreza romana em 1540. Os condes Massa depois assumiram vários cargos no Capitólio e acrescentaram ao próprio nome, por herança, o dos Cosciari. Os Massa Cosciari se extinguiram em 1722 e o palácio tornou-se propriedade dos Fioravanti, originários de Pistoia e presentes em Roma desde 1659; depois, o palácio passou para a família francesa dos Cadilhac e para a antiga família dos Calvi.

## Descrição
O edifício, restaurado em 1930 pelo engenheiro Carlo Grazioli, mostra uma arquitetura bastante similar à do vizinho Palazzo Farnese, com a fachada em dois pisos e um beiral com mísulas e dentículos. No segundo piso, está uma lógia fechada com três arcos e, acima dela, um belvedere. As janelas, com tímpano curvos e triangulares alternados, também copiam o padrão do palácio vizinho (e presente em vários edifícios neorrenascentista, como a Casa Branca). Este padrão também era bastante comum em edifícios romanos antigos, incluindo os mais simples. O uso de cabeças femininas como elemento arquitetônico também esta presente no Palazzo della Stamperia, construída no mesmo período por Giacomo del Duca.
Na esquina com a Via dei Farnesi está um pequeno santuário que abriga uma "Madona e São Filipe Néri". Datada do final do século XVI e início do século XVII, o santuário é constituído por um medalhão oval circundado por dois putti e, embaixo, por uma cabeça de anjo alada. A pintura, realizada em afresco no medalhão, representa a Madona com o Menino Jesus nos braços e mostrando-o a São Filipe Néri, inclinado para beijar-lhe os pés.